# Dascyllus aruanus
La damigella fasciata (Dascyllus aruanus (Linnaeus, 1758)) è un pesce osseo appartenente alla famiglia Pomacentridae.

## Descrizione

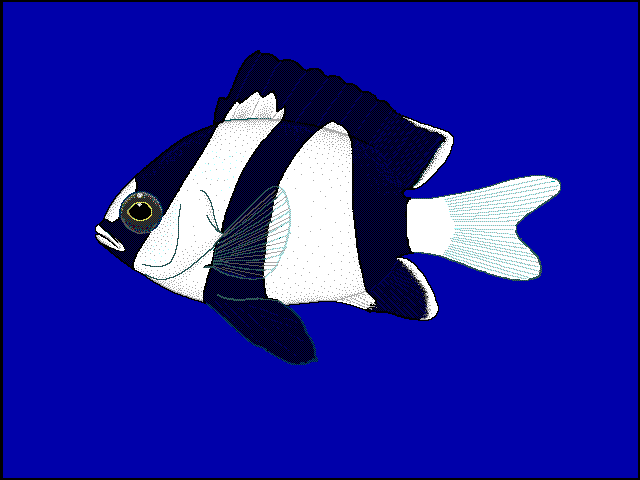

È un piccolo perciforme di forma grossolanamente triangolare, lungo 6-9 cm.

Ha una livrea bicolore, con fondo bianco e tre fasce verticali nere, che si congiungono a livello della pinna dorsale.
La prima banda nera si estende dalla pinna dorsale alla testa, inglobando l'occhio. La seconda banda nera passa al di dietro della pinna pettorale, translucida, e si estende sino alla pinna ventrale. La terza banda scende posteriormente sino alla pinna anale. Le pinne ventrali e anale sono bordate da una sottile linea di colore blu elettrico.
Il peduncolo caudale è bianco, la pinna caudale è translucida.

## Biologia
Forma colonie che comprendono mediamente una decina di individui, talora anche più numerose, guidate da un maschio dominante.

### Alimentazione
È una specie onnivora, che si nutre di plancton, alghe, uova di pesce e piccoli invertebrati.

### Riproduzione
Nella stagione riproduttiva il maschio si produce in una danza nuziale che ha lo scopo di attirare le femmine verso il nido, dove vengono deposte le uova. L'incubazione dura circa 3 giorni.

## Distribuzione e habitat
La specie è diffusa nel bacino dell'Indo-Pacifico, dal Mar Rosso e dalle coste africane, sino al Giappone (isole Ryūkyū) e alle isole di Lord Howe e Rapa Nui.
Popola le barriere coralline, spesso in associazione con formazioni di coralli del genere Acropora, tra 0,5 e 20 m di profondità.